# GABAérgico
Em biologia molecular, uma substância é um GABAérgico ou um agente GABAérgico se ela interfere ou afeta o funcionamento do neurotransmissor GABA. Por exemplo, uma sinapse é GABAérgica quando utiliza o GABA como seu neurotransmissor, e um neurônio GABAérgico produz GABA. Uma substância é GABAérgica se produzir seus efeitos por meio de interações com o sistema GABA, seja estimulando ou bloqueando a atividade desses neurotransmissores. 
Um fármaco ou droga GABAérgica é qualquer composto químico que altera os efeitos do GABA no corpo e/ou no cérebro. Algumas classes de drogas GABAérgicas são os agonistas, antagonistas, moduladores, inibidores de recaptação de GABA e as enzimas.